# Derostichus
Derostichus, es un  género de coleópteros adéfagos perteneciente a la familia Carabidae.

## Especies
Comprende las siguientes especies:
- Derostichus caucasicus Motschulsky, 1859
- Derostichus meurguesae Ledoux, 1972